# Bölkow

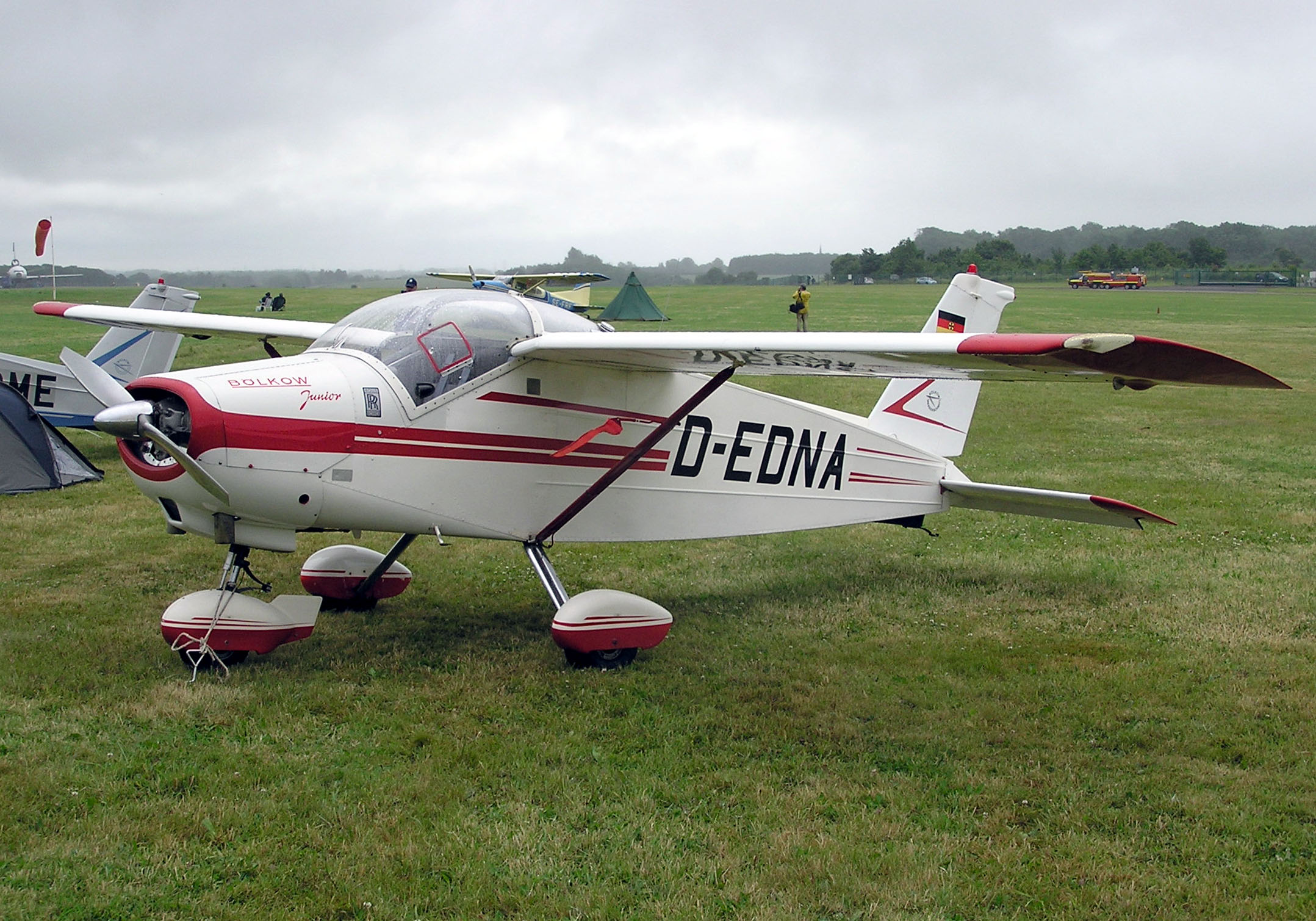
Bolkow BO.208C Junior, construida en 1965.

Bölkow fue un constructor aeronáutico alemán con sede en Stuttgart.

## Historia
La compañía fue fundada en 1948 por Ludwig Bölkow. Más tarde se fusionó con Messerschmitt AG, pasando a llamarse Messerschmitt-Bölkow, y posteriormente Messerschmitt-Bölkow-Blohm. Finalmente fue adquirida por Daimler a principios de los 1990s, formando parte de DASA, que en 2000 terminaría integrándose en EADS.

## Productos

### Ala fija

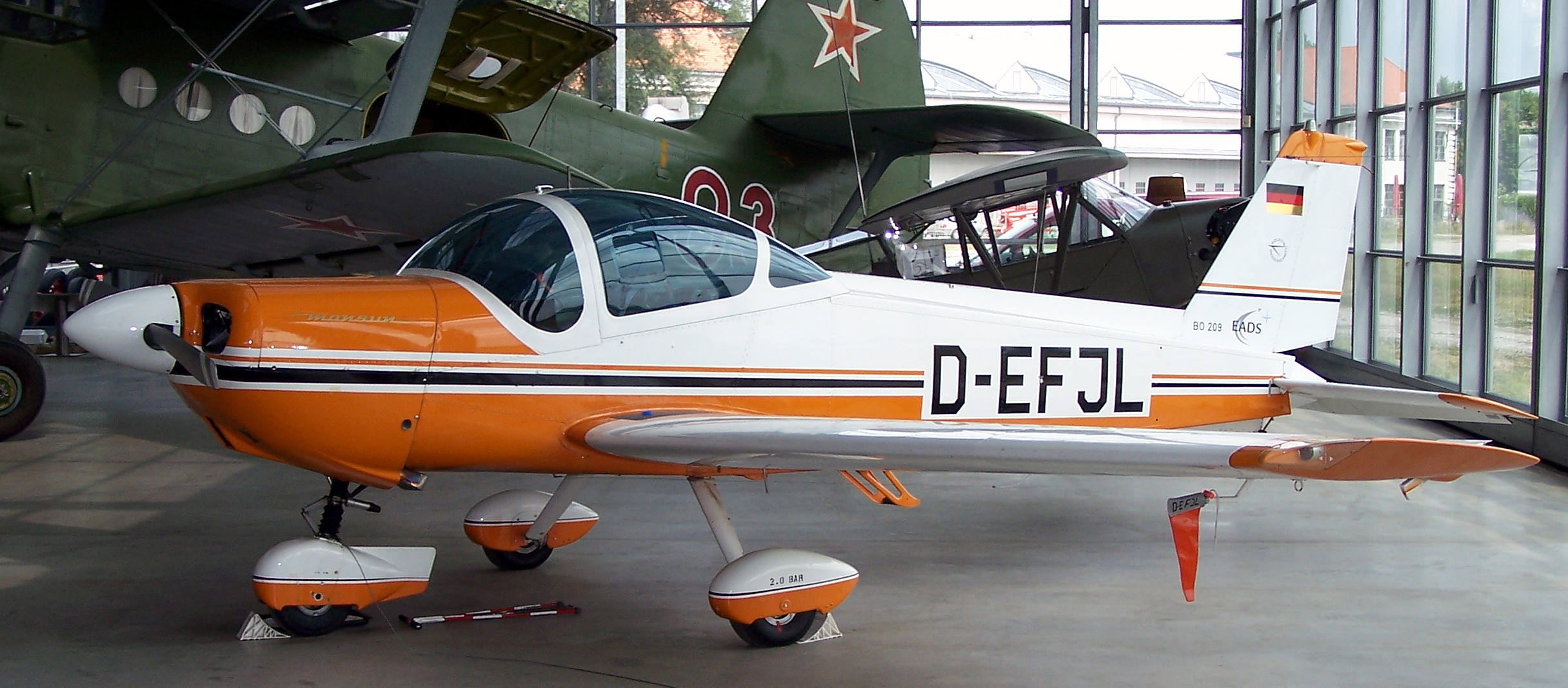
Bölkow Bo 209 Monsun.

- Bölkow Bo 207
- Bölkow Bo 208 Junior
- Bölkow Bo 209 Monsun
- Bölkow Phoebus

### Helicópteros
- Bölkow Bo 46

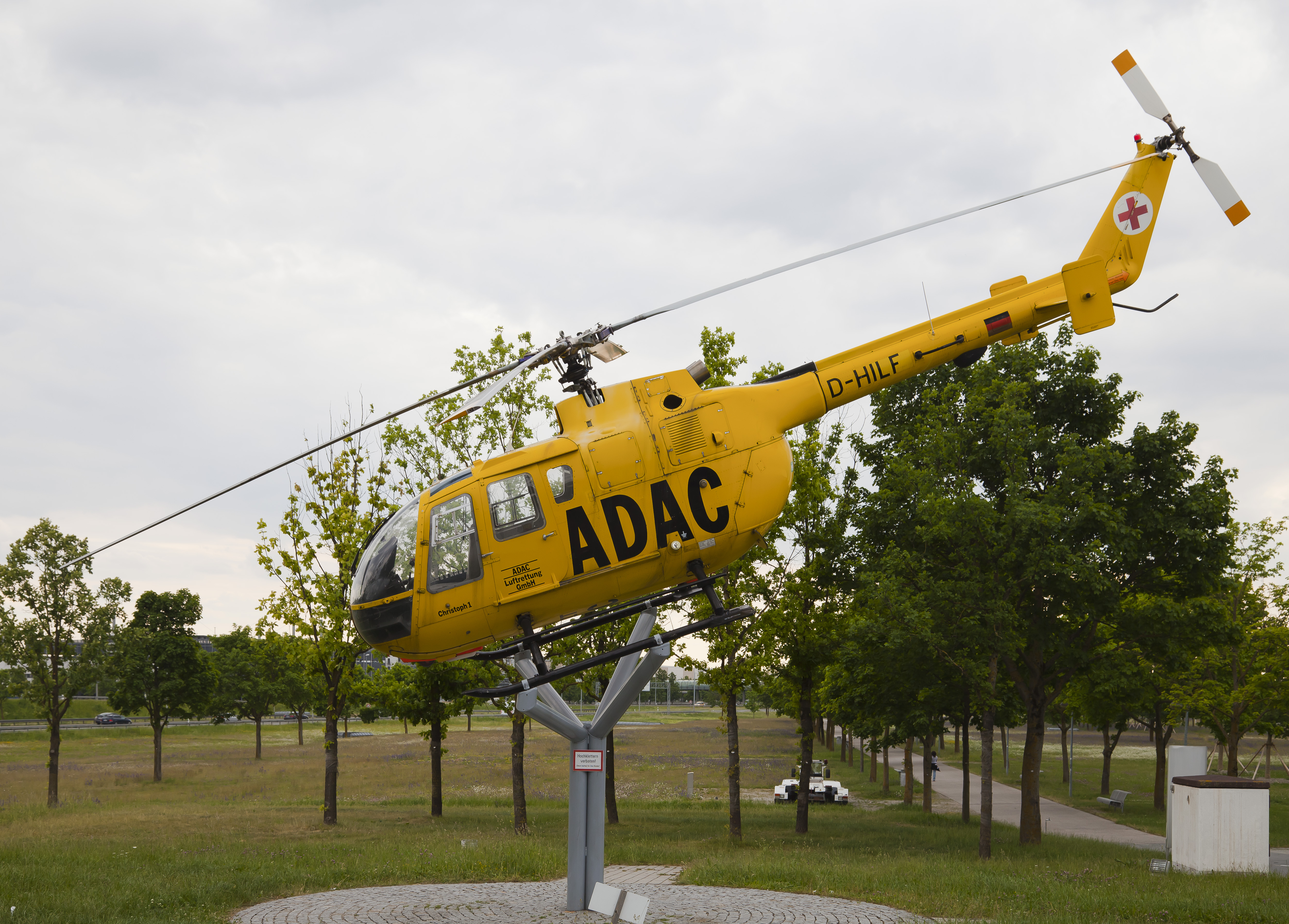
Helicóptero de salvamiento Bölkow Bo 105 de ADAC 'Christoph 1'.

- Bölkow Heidelbergrotor experimental
- Bölkow Bo 70 Proyecto con "Rotor Heidelberg"
- Bölkow Bo 102
- Bölkow Bo 103
- MBB Bo 105
- MBB/Kawasaki BK 117 desarrollado conjuntamente con Kawasaki

- Datos: Q173778
- Multimedia: Bölkow / Q173778